# Wijer
Weyer, en néerlandais Wijer, est une section de la commune belge de Nieuwerkerken située en Région flamande dans la province de Limbourg. C'était une commune à part entière avant la fusion des communes de 1971.

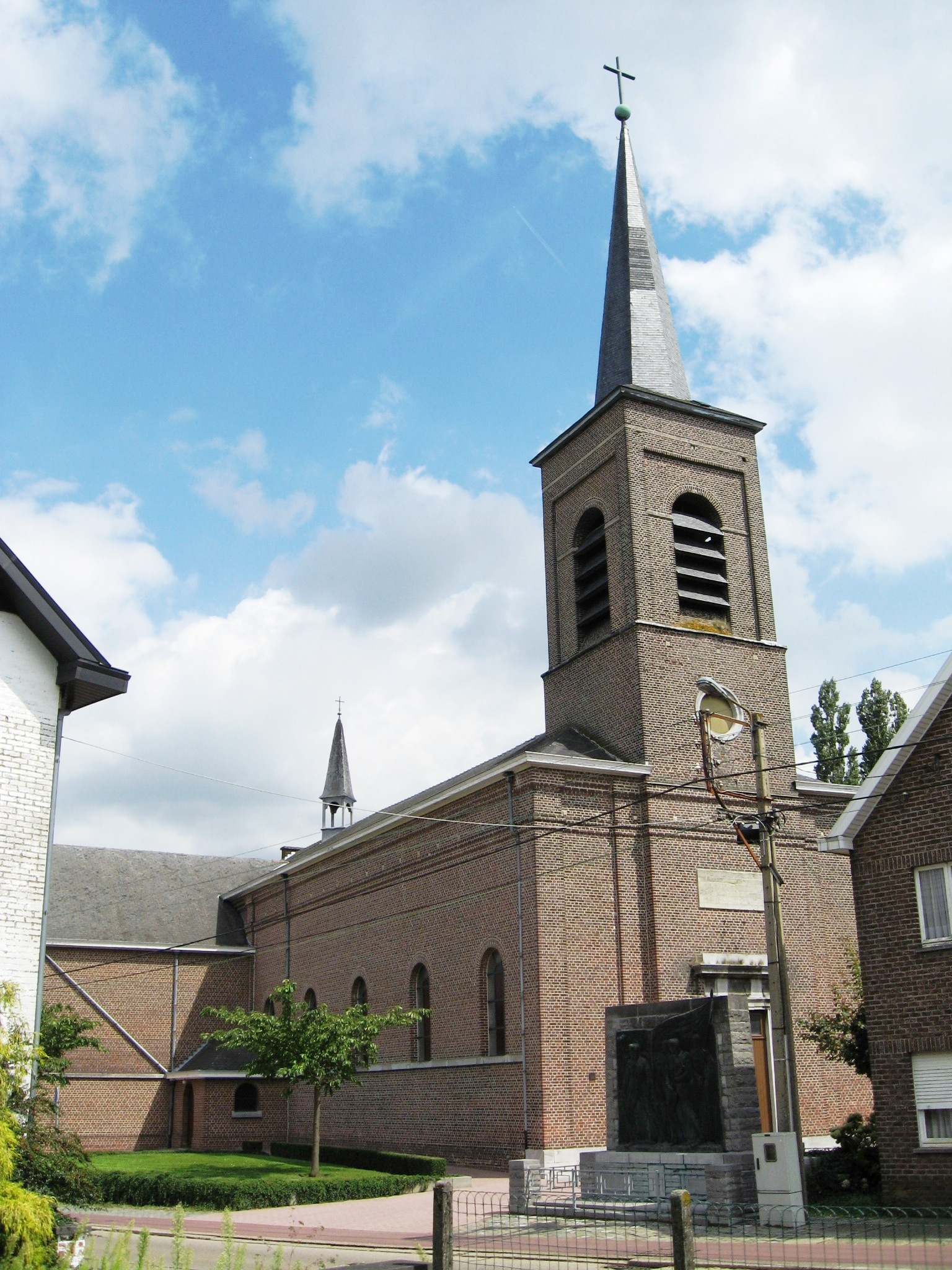
L’église Saint-Pierre-aux-Liens

## Toponymie
Le nom de Wijer viendrait du latin Villare
Vileir en 1139

## Évolution démographique
- Sources: INS, www.limburg.be et Commune de Nieuwerkerken